# Wenn die Stunde ist, zu sprechen
Wenn die Stunde ist, zu sprechen ist eine unvollendete Erzählung von Brigitte Reimann, die um 1956 entstand und 2003 postum in Berlin erschien. Das Fragment bricht nach dem 6. Kapitel ab.

## Die Elterngeneration
Eva Hennig: Der Vater wurde im KZ Buchenwald ermordet. Die Mutter hat als Bürgermeisterin kaum Zeit für ihre Tochter.
Klaus Hoffmann: Die Mutter starb im Hungerjahr 1946, während der Vater in Kriegsgefangenschaft war. Nach seiner Heimkehr beteiligte er sich am Wiederaufbau einer ruinierten Maschinenfabrik. Dabei zeigte er einen Elan, als ob er den eigenen Betrieb aufbaute. Klaus lebt mit seinem Vater, einem Meister im Maschinenbau, zusammen. Der Vater lässt den Sohn allein und trinkt. Klaus verdient sich Geld mit Nachhilfestunden und Ferienarbeit im Walzwerk.
Da ist dann noch Dr. Rinck, Direktor der Oberschule. Das ehemalige SPD-Mitglied war vor 1933 Direktor eines Berliner Gymnasiums gewesen. Während des Krieges hatte ihn die Gestapo wegen eines politischen Witzes in Moabit festgehalten. Ein Mithäftling war Evas Vater. Der hatte sich lieber von den Schergen das Gesicht bis zur Unkenntlichkeit verstümmeln lassen, als jemanden zu verraten. Dr. Rinck war freigekommen und hatte bis zum 5. Mai 1945 stillgehalten. Am 6. Mai war er einer Panzerspitze der Roten Armee entgegengefahren und hatte die kleine Stadt übergeben. Nun, als SED-Mitglied, leitet er die Oberschule.

## Inhalt
Eva wurde am 3. Oktober 1935 in Paris geboren. Als ihre Mutter, die der SED angehört, Bürgermeisterin am Ort der Handlung wird, kommt Eva in die Klasse 12a einer Oberschule und setzt sich neben Klaus, den 18-jährigen ersten Sekretär der FDJ an der Schule. Bald wird das 17-jährige Mädchen zum Direktor gerufen. Dr. Rinck möchte, dass Eva, die das Abzeichen für gutes Wissen in Gold trägt, die Arbeit in der FDJ-Schulgruppe ankurbelt. Sie schmückt den Schulflur entsprechen und redet auch den angehende Naturwissenschaftlern in der Klasse 12b ins Gewissen, als diese im Klassenzimmer lärmen. Klaus staunt. Während über seine Parolen gelacht wird, hören die Schüler auf die Argumente der Bürgermeisterstochter. Als Eva mit Klaus aus der Sichtweite der 12b ist, schüttet sie sich zwar aus vor Lachen über die Phrasendrescherei ihres neuen Kampfgefährten, doch sie hebt anschließend den Zeigefinger. Mit seinem Geschwafel könne er als erster Sekretär nicht ernst genommen werden.
Eva erweist sich als blendende Lateinerin. Klaus hat in dem Fach aber Probleme und möchte, dass sie ihm bei der mündlichen Leistungskontrolle vorsagt. Eva weigert sich, will aber künftig die Latein-Hausaufgaben gemeinsam mit Klaus machen.
Als im FDJ-Raum über die FDJ-Arbeit geredet wird, reißt Eva die Führung an sich, versinkt aber schließlich auch im „Treibsand der Phrasen“. Widerspruch zur Freiwilligkeit der FDJ-Arbeit regt sich. Die Schüler fühlen sich von Dr. Rinck erpresst. Eine alte Geschichte wird ausgegraben. Im Herbst 1948 waren der Schüler Kurt Hansen und auch seine Eltern von der Bildfläche verschwunden. Kurt war aus der Schule heraus abgeführt worden. Der Direktor hatte den Zwischenfall mit Geschick zum Anlass genommen, die Schüler in die FDJ zu pressen. 
Als es in der 12b um das Eintreiben der FDJ-Mitgliedsbeiträge geht, kann Eva für den verbissenen Widerstand der Schulkameraden kein Verständnis aufbringen. Als einzige Tochter der Bürgermeisterin kennt sie keine Geldsorgen.
Es bleibt nicht bei dem gemeinsamen Erledigen der Latein-Hausaufgaben. Eva, die Klaus gesteht, dass sie sich jedes Mal auf sein Kommen freut, lässt sich von ihrem neuen Freund in die Kakadu-Bar ausführen. Beide trinken mehrere Nikolaschkas. Das Alleinsein führt Eva und Klaus endlich zusammen.

## Rezeption
- Der Titel erinnere an Hemingway.[2] Brigitte Reimann habe Erfahrungen aus ihrer Burger Oberschulzeit verarbeitet.[3]